# Baru Pasar 8
Baru Pasar 8 is een bestuurslaag in het regentschap Langkat van de provincie Noord-Sumatra, Indonesië. Baru Pasar 8 telt 3890 inwoners (volkstelling 2010).